# Léon Kengo
 (octobre 2013).
Si vous disposez d'ouvrages ou d'articles de référence ou si vous connaissez des sites web de qualité traitant du thème abordé ici, merci de compléter l'article en donnant les références utiles à sa vérifiabilité et en les liant à la section « Notes et références ».
Léon Kengo wa Dondo, né le 22 mai 1935 à Libenge (Congo belge), est un homme politique congolais (RDC).
Juriste de formation, Premier commissaire d'État puis Premier ministre du président Mobutu Sese Seko, qui dirige alors le Zaïre, il est le président du Sénat de 2007 à 2019. Il est en outre lié à la famille de l'homme politique Franck Mwe di Malila en raison du mariage de sa fille.

## Biographie

### Descendant d'une famille juive
Le père de Léon Kengo wa Dondo est un médecin juif polonais, Michał Lubicz, réfugié en Belgique. L'origine de sa mère a fait l'objet de controverses politiques dans le contexte des conflits congolo-rwandais, certains affirmant qu'elle était une "Rwandaise tutsi", d'autres qu'elle était la fille "d'un père militaire ngbandi et d'une mère tutsi rwandaise".
Édouard Kengo, grand-père de Léon, était militaire de la Force publique, originaire du Nord-Ubangi, de l’ethnie ngbandi du village de Dondo.
Lors d'une expédition militaire des troupes du Congo belge au Rwanda, le soldat Édouard Kengo rencontra Hilda, grand-mère de Léon, d'origine rwandaise, qu'il ramena à Libenge. De leur union naîtra Marie-Claire ya Gbongo, mère de Léon Kengo wa Dondo.
Son père, affecté à la ville de Libenge, a juste eu le temps de voir son nouveau-né et de le prénommer Léon, avant de voir son avenir compromis.
À la suite du décès d'une patiente venue d'un village voisin, il fut forcé de quitter Libengé où il n'était plus en sécurité à cause des menaces des proches de la défunte.
Il ne retourna pas en Europe, mais changea de ville et s'installa à Kilo-moto dans la province Orientale, poursuivant sa carrière.
Léon, né Lubicz, changea son nom en Kengo wa Dondo en 1971, à la suite de la campagne d’africanisation du président Mobutu.

### Une éducation religieuse
Léon Kengo fait ses études primaires à Coquilhatville (Mbandaka) le chef-lieu de la province de l'équateur. Par la suite, il fait ses études secondaires dans la section administrative et commerciale auprès des Frères des Écoles chrétiennes.
Âgé de 23 ans, il commence sa carrière judiciaire comme agent au Parquet de district (commis-greffier) de Coquilhatville entre 1958 et 1960. À l'indépendance, avec la pénurie de cadres due au départ des Belges, il est muté au Parquet général de Kinshasa. Il est nommé successivement Substitut du Procureur de la République au Parquet de district de Kinshasa (14 octobre 1960), Substitut du Procureur général près la Cour d'appel à Kinshasa (6 juin 1961). Il fréquente l'École nationale de droit et d'administration à Kinshasa en cycle court, et décroche un diplôme d'études judiciaires. En 1961, il est désigné membre de la Commission mixte d'enquête sur les incidents de Kindu et de Kongolo.
En 1962, il sollicite une mise en disponibilité et s'envole pour la Belgique où il s'inscrit à l'université libre de Bruxelles. Il obtient, en 1968 un doctorat en droit et une licence spéciale en droit maritime et droit aérien. Il suit un cycle de formation en criminologie au Palais de justice à Bruxelles. Durant ses études, il est président du Comité directeur de l'Union des étudiants catholiques africains.

## Carrière politique

### Chef du gouvernement
De retour au Congo le 12 janvier 1968, il est nommé peu après conseiller juridique et politique au Bureau du président de la République. Pur produit du président Mobutu, il a été hissé au sommet des organes de l'ex-parti-État par la seule volonté de ce dernier. Le 11 avril 1968, il quitte le cabinet du président de la République pour accéder aux hautes fonctions de procureur général près la Cour d'appel à Kinshasa. Il est promu procureur général de la République le 14 août de la même année. Il est ultérieurement ambassadeur de son pays à Bruxelles.
Kengo a été Premier ministre une première fois de 1982 à 1986, plaçant différents technocrates comme Munga Mibindo à la présidence de la SNEL. Il a ensuite été ministre des Affaires étrangères de 1986 à 1987 et de nouveau Premier ministre de 1988 à 1990.

### Vers le multipartisme
C’est par opportunisme politique que Léon Kengo wa Dondo est passé de la mouvance présidentielle à l'opposition congolaise modérée, après avoir longtemps servi de pilier à la dictature mobutienne. Il s'est retourné contre son maître au point de devenir avec l'aide du capitalisme international son plus grand concurrent, pour ne pas dire son adversaire le plus irréductible. C'est ainsi que durant la période de démocratisation, lorsque le multipartisme fut autorisé, Kengo fut choisi comme Premier ministre en 1994 comme consensus entre Mobutu et le Parlement. Il chassa des membres de la communauté libanaise du Zaïre sur des accusations de trafic illégal de diamants pour le financement de troupes armées.[réf. souhaitée]

### Controverses
Peu après le début de la première guerre civile du Congo en décembre 1996, Kengo dirigea le cabinet de crise contre la rébellion. Il fut critiqué pour n'avoir pas pu arrêter l'avancée des rebelles. Il annonça sa démission en mars 1997 et abandonna son poste en avril de la même année. Un mois plus tard, le gouvernement tomba et Kabila prit le pouvoir.
En juin 2003, Kengo est accusé de blanchiment d'argent en Belgique,.
En novembre 2003, il rentre à Kinshasa afin « d'apporter son soutien au processus de transition », mais il est par la suite empêché de quitter le pays, à la suite de l'ouverture d'un dossier judiciaire contre lui pour des faits liés à Mobutu. Plusieurs parlementaires protestent contre cette procédure.
Le 31 décembre 2011, Léon Kengo est agressé par des militants congolais devant la gare du Nord à Paris, en France.

### Président du Sénat
En 2005, il dit renoncer à se porter candidat à l'élection présidentielle de l'an suivant.
Le 11 mai 2007, Kengo a été élu président du Sénat de la RDC, s'imposant face au candidat du parti majoritaire, Léonard She Okitundu, membre de l'AMP. Il devient de ce fait depuis le 14 mai 2007, date de son investiture, la deuxième personnalité politique de la RDC[réf. souhaitée].

## Publications
- La confiscation (mercuriale prononcée par Kengo-wa-Dondo), Cour suprême de justice de République du Zaïre, Kinshasa, 1973, 84 p.
- Réflexions sur la filiation hors mariage (mercuriale prononcée par Kengo-wa-Dondo), Kinshasa, 1974
- « Le pouvoir judiciaire sous la deuxième République Zaïroise », in Studia diplomatica, 1975, vol. 28, no 5, p. 501-526
- Vers une société sans prison (mercuriale prononcée par Kengo-wa-Dondo), Kinshasa, 1975
- Considérations sur le projet du nouveau code de la famille (mercuriale prononcée par Kengo-wa-Dondo), Kinshasa, 1976
- L'exécution des jugements  (mercuriale prononcée par Kengo-wa-Dondo), Kinshasa, 1978
- L'évolution jurisprudentielle de la Cour Suprême de justice au Zaïre : 1968-1979) (mercuriale prononcée par Kengo-wa-Dondo), Kinshasa, 1979
- De l'acquisition et de la transmission des droits immobiliers en droit zaïrois (mercuriale prononcée par Kengo-wa-Dondo), Kinshasa, 1980
- La passion de l'Etat : mémoires, Paris : L'Harmattan, [2019] [10]